# Ernst Sachs (Ingenieur)
Ernst Sachs (* 28. März 1890 in Schmalfelden; † 1977 in Wertheim) war ein deutscher Elektrotechniker und Gründer des Unternehmens „Ersa“.

## Leben und Wirken
Ernst Sachs studierte von 1911 bis 1912 Maschinenbau und Elektrotechnik am Technikum Mittweida. Im Jahre 1921 meldete er einen „Elektrischen Lötkolben“ zum Patent an, der es ermöglichte, auch feinere Arbeiten auszuführen.
1924 erfolgte die Gründung der Spezialfabrik für elektrische Lötkolben „Ersa“ in Berlin-Lichterfelde. Am Anfang diente ihm eine angemietete Werkstatt. Trotz der schwierigen wirtschaftlichen Lage gelang es Ernst Sachs, die Lötkolbenproduktion auszubauen und für verschiedene Aufgabenbereiche zu modifizieren.
1927 konnte Ernst Sachs sein erstes eigenes Werk in Berlin errichten. Im Zweiten Weltkrieg wurde das Berliner Werk durch Bomben stark beschädigt und die ausgelagerte Produktion konnte nicht wieder aufgenommen werden. Ernst Sachs und seine Familie gingen deshalb in ihre alte Heimat zurück.
Im Jahre 1948 gründete er das Unternehmen „Ersa“ in Wertheim neu. In den folgenden Jahren entwickelte das Unternehmen die erste Lötmaschine und den temperaturgeregelten Lötkolben. Für seine Konstruktionen bekam Ernst Sachs zahlreiche Design- und Innovationspreise.

## Auszeichnungen
- 1964: Diesel-Medaille in Silber